# G.T.Resonator
『G.T.Resonator』（ジーティーリゾネーター）は、横関敦のアルバム。

## 内容
前作の「EMPTINESS」から約9年4ヶ月ぶりにリリースした本作はキングレコードから発売されたが、本作を以て、パブリック・イメージ在籍最後の作品となった。2014年10月22日は「JET DESTINY」の発売に当たり、別バージョン含む3曲が追加収録される形で再発した。

## 収録曲
1. A Light in the Snow
2. Flow
3. Powder of the Madness
4. d.a.1
5. RUINED
6. Tears of the Crown
7. fascinum
8. Blue Rain
9. Tears of The Crown （alternative version）
以下、再発盤のみ収録
10. flow（Live Version）
11. Powder of The Madness（Live Version）